# Stanmore (Berkshire)
Stanmore – wieś w Anglii, w hrabstwie ceremonialnym Berkshire, w dystrykcie (unitary authority) West Berkshire. Leży 25 km na zachód od centrum miasta Reading i 83 km na zachód od centrum Londynu.